# هيلين جامبوا
هيلين جامبوا هي مغنية وممثلة فلبينية، ولدت في 7 مايو 1948 ببامبانغا في الفلبين.

## وصلات خارجية
- هيلين جامبوا على موقع IMDb (الإنجليزية)
- هيلين جامبوا على موقع ميوزك برينز (الإنجليزية)
- هيلين جامبوا على موقع قاعدة بيانات الفيلم (الإنجليزية)